# 寧化老鼠乾
寧化老鼠乾是中国福建省宁化县的一種肉乾，由田鼠和山鼠烤成，屬於客家人食品，閩西八大乾之一。

## 典故
宁化属山区农业县，田野宽广。客家先民來到宁化石壁后，发现路隘、林深、苔滑、山多林多、田多粮多、人口稀少、物质不丰富。老百姓上山种植香菇，田里、山脚多種稻穀和薯類作物，但是田鼠為數衆多，鼠害猖獗，香菇和農作物經常受到田鼠的破壞。為了解決鼠害，村民大量捕捉田鼠，並嘗試用熏鯉魚乾的方法熏烤老鼠乾。由於老鼠乾香味撲鼻，並可以長時間貯存不變質，村民從此捕捉田鼠製作食用。
每年冬季，当地农民用鼠夹专捕田鼠和山鼠，烤成老鼠乾，肉质鲜美，天然绿色，特别受当地人欢迎。

## 製作方式
立冬后捕得田鼠、山鼠，经蒸煮、脱皮、剖腹，去肠肚后，将肉、肝、心共置于盛有米饭或细糖的热锅中熏烤成乾，鼠干光亮透红，通常烹成爆炒地猴等菜式。

## 文化
寧化老鼠乾蛋白質含量高、營養豐富，有補腎之效，有一定的藥用價值。
寧化老鼠乾是“閩西八大乾”之一。宁化人爱把老鼠干当配酒上品。主人平时舍不得吃，一般只有客人上门时，主人才会将老鼠乾切块，配以猪肉（或腊肉）、冬笋，佐以大蒜、生姜、黄酒，下锅爆炒。
寧化老鼠乾也會出口。每至春节，越来越多宁化人爱把老鼠乾和鲤鱼乾当成年货，早早备足，与亲朋好友一起分享，有时也作为赠送佳品。